# Ho Chi Minh-mausoleet

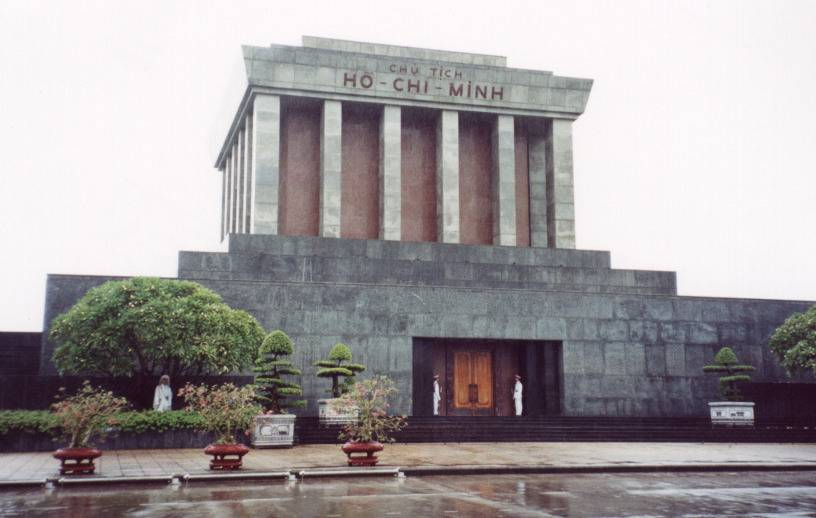
Ho Chi Minhs mausoleum i Hanoi

Ho Chi Minh-mausoleet är platsen där Ho Chi Minhs balsamerade kropp finns. Ho Chi Minh önskade själv att bli kremerad men efter hans död konserverades kroppen och mellan 1973 och 1975 uppfördes mausoleet. Det är en stor byggnad belägen i centrum av Ba Dinh-torget, där Ho, ordförande för Vietnams arbetarparti från 1951 till sin död 1969, läste självständighetsförklaringen den 2 september 1945, som lade grunden till Demokratiska republiken Vietnam (Nordvietnam). Byggnaden är öppen för allmänheten varje morgon utom måndag.

## Byggnad

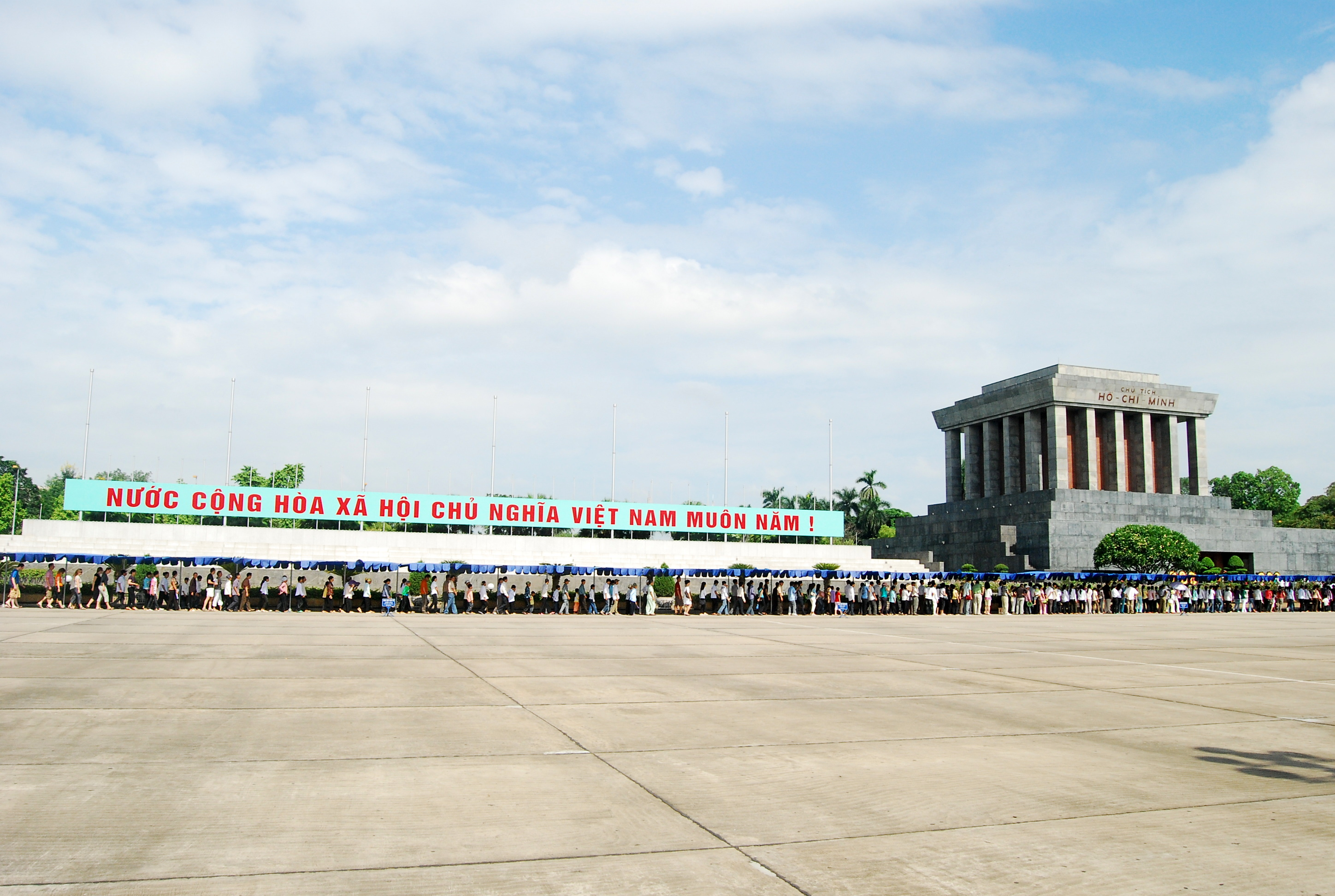
Besökare i kö till mausoleet

Byggnationen påbörjades den 2 september 1973 och mausoleet invigdes formellt den 29 augusti 1975. Det inspirerades av Lenins mausoleum i Moskva men innehåller distinkta vietnamesiska arkitektoniska element, som det sluttande taket. Exteriören är gjord av grå granit medan insidan är grå, svart och röd polerad sten. Mausoleets portik har orden "Chủ tịch Hồ-Chí-Minh" (president Ho Chi Minh) inskrivna tvärsöver. Banderollen bredvid säger "Nước Cộng Hòa Xã Hội Chủ Nghĩa Việt Nam Muôn Năm" (sv: "Länge leve den socialistiska republiken Vietnam").
Strukturen är 21,6 meter hög och 41,2 m bred. Flankerande mausoleet finns två plattformar med sju steg för paradvisning. Torget framför mausoleet är uppdelat i 240 gröna rutor åtskilda av stigar. Trädgårdarna som omger mausoleet har nästan 250 olika arter av växter och blommor, alla från olika regioner i Vietnam. Även under parader används tribunen som åskådarplats för ledare på liknande sätt som tribunen på Lenins grav.

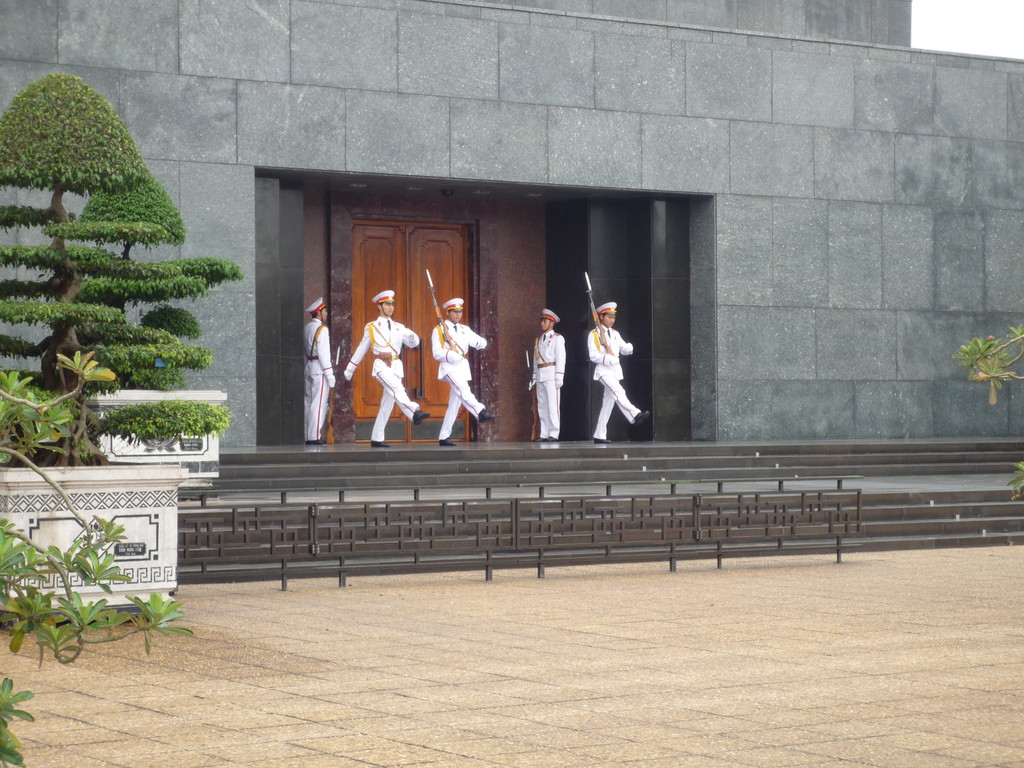
Vaktombyte på mausoleet

President Ho Chi Minhs balsamerade kropp finns bevarad i den svalare, centrala hallen i mausoleet, som skyddas av en militär hedersvakt. Kroppen ligger i en glasmonter med svagt ljus. Mausoleet är i allmänhet öppet för allmänheten.